# 애정만세 (영화)
《애정만세》(Vive L'Amour)는 1994년 제작된 타이완의 드라마 영화이다. 차이밍량이 감독과 공동각본을 맡았다. 1994 베네치아 영화제 황금사자상 수상작이다.

## 출연

### 주연
- 양귀매
- 이강생
- 천자오룽

## 기타
- 프로듀서: 지미 황